# Ella Carlsson
Elisabeth Ella Marianne Carlsson, född 1 januari 1972, är en svensk överste och teknologie doktor i fysik. Sedan 2024 är hon generaldirektör för Rymdstyrelsen.

## Biografi
Carlsson växte upp i Järfälla. Hennes mor var dansare och koreograf och kom ursprungligen från Polen och hennes far arbetade som förste maskinist på en ubåt i Försvarsmakten. Hon har uppgett att hennes intresse för rymden väcktes när hon som 12-åring såg Star Wars.
Carlsson började i flygvapnet 1992 som värnpliktig flygmekaniker på F 13/F 4. Därefter utbildade hon sig till flygtekniker. Hon har i tre omgångar tjänstgjort militärt i utlandet, i Bosnien och i Kosovo. Hon har en civilingenjörsexamen i rymdteknik från Luleå tekniska universitet och är teknologie doktor i fysik. Som doktorand genomfördes examensarbetet på NASA och 2008 disputerade hon på en avhandling om fysikaliska förhållanden på Mars.
Carlsson har arbetat på försvarsdepartementet, varit ansvarig för utveckling av förmågor på Esrange, varit biträdande föreståndare och vikarierande chef vid Institutet för rymdfysik. År 2021 utsågs hon till Sveriges första militära rymdchef och ansvarade som sådan för den nyinrättade rymdavdelningen inom Försvarsmakten. Carlsson har haft styrelseuppdrag bland annat vid Totalförsvarets forskningsinstitut och Institutet för rymdfysik. Carlsson har även varit ledamot i Rymdstyrelsens styrelse sedan 2018 och 2024 utsågs hon till dess generaldirektör då hon efterträdde Anna Rathsman.
Ella Carlsson var värd för Sommar i P1 den 16 augusti 2025.